# Megan Delehanty
Megan Delehanty, nekdanja kanadska veslačica, * 24. marec 1968, Edmonton.
S kanadskim osmercem je na Poletnih olimpijskih igrah 1992 v Barceloni osvojila zlato medaljo..